# Kudo Aoi
Aoi Kudo (sinh ngày 31 tháng 5 năm 2000) là một cầu thủ bóng đá người Nhật Bản.

## Sự nghiệp câu lạc bộ
Aoi Kudo đã từng chơi cho Vegalta Sendai.